# Paradigma
Paradigma. Tidskrift om videnskab og virkeligheder var et dansk tidsskrift, som udkom fra 1986 til 1990. Det præsenterede dansk og udenlandsk forskning i "de nye videnskaber" inden for fysik, biologi, sociologi, filosofi mv., som udfordrede velkendte videnskabelige paradigmer og videnskabsteoretiske syn på videnskabernes verdensbilleder.
Der var artikler om – og af – bl.a. David Bohm, Cornelius Castoriadis, Hubert Dreyfus, Stig Andur Pedersen, René Girard, Niklas Luhmann, Humberto Maturana, Edgar Morin og Ilya Prigogine. Andre centrale bidragydere var Claus Emmeche, Simo Køppe og Jesper Hoffmeyer.
Blandt de behandlede emner var desuden biosemiotik, kaos, fraktaler, kompleksitet, den holografiske metafor, formskabelse, den uregerlige natur, kvinder og videnskab, det imaginære, tid, mystik, det hellige og ændrede bevidsthedstilstande.
Paradigma blev dannet på initiativ af Søren Brier, der ledede tidsskriftet i samarbejde med en redaktion bestående af Dominique Bouchet, Ole Jørgensen (ansv.), Laurits Lauritsen og Ib Ravn for det faglige indhold og Anette Krumhardt og Bente Sonne for det kunstneriske indhold og design. Det udkom fra Forlaget Ask i Aarhus med 16 numre a ca. 64 sider og havde stabilt 1000 abbonnenter og afholdt også en række foredrags- og diskussionsarrangementer. Efter redaktionel uenighed ophørte Paradigma med at udkomme og blev forsøgt afløst af tidsskriftet Paradoks med Dominique Bouchet, Ole Jørgensen og Laurits Lauritsen i redaktionen. Men dette måtte lukke efter et års virke.
Paradigma gav stemme og baggrund til den internationale interesse for nybrud i naturvidenskaberne, der også ramte Danmark midt i 1980'erne, bl.a. med bøger som Ilya Prigogine og Isabelle Stengers' Den nye pagt mellem mennesket og universet , Stephen Hawkings Hawkings univers (da. 1988), David Bohms Helhed og den indfoldede orden (da. 1986), og James Gleicks Kaos (da. 1989).
Tidsskriftet OmVerden var på mange områder i kritisk dialog med temaerne fra Paradigma.